# Майське (Баштанський район)
Ма́йське — село в Україні, у Софіївській сільській громаді Баштанського району Миколаївської області. Населення становить 9 осіб. До 2020 року орган місцевого самоврядування — Новомиколаївська сільська рада

## Населення

### Мова
Розподіл населення за рідною мовою за даними перепису 2001 року:
| Мова       | Відсоток |
| ---------- | -------- |
| українська | 100%     |